# Il-yeon
Il-yeon (o Iryeon) (1206–1289) fue un monje budista de la dinastía Goryeo. Su nombre real era Kim Gyeong-myeong (金景明) y su nombre de cortesía fue Hoe-yeon (晦然).
Nació en Jangsan (actualmente Gyeongsan), y comenzó sus estudios para ser monje en la edad de nueve. A los veintidós años aprobó el examen nacional Seon. Cuando tenía cincuenta y cuatro años los reyes de Goryeo lo invistieron como el gran monje. Dice que tuvo lugar gran entrevista antes de su muerto y después se murió en el verano de 1289.

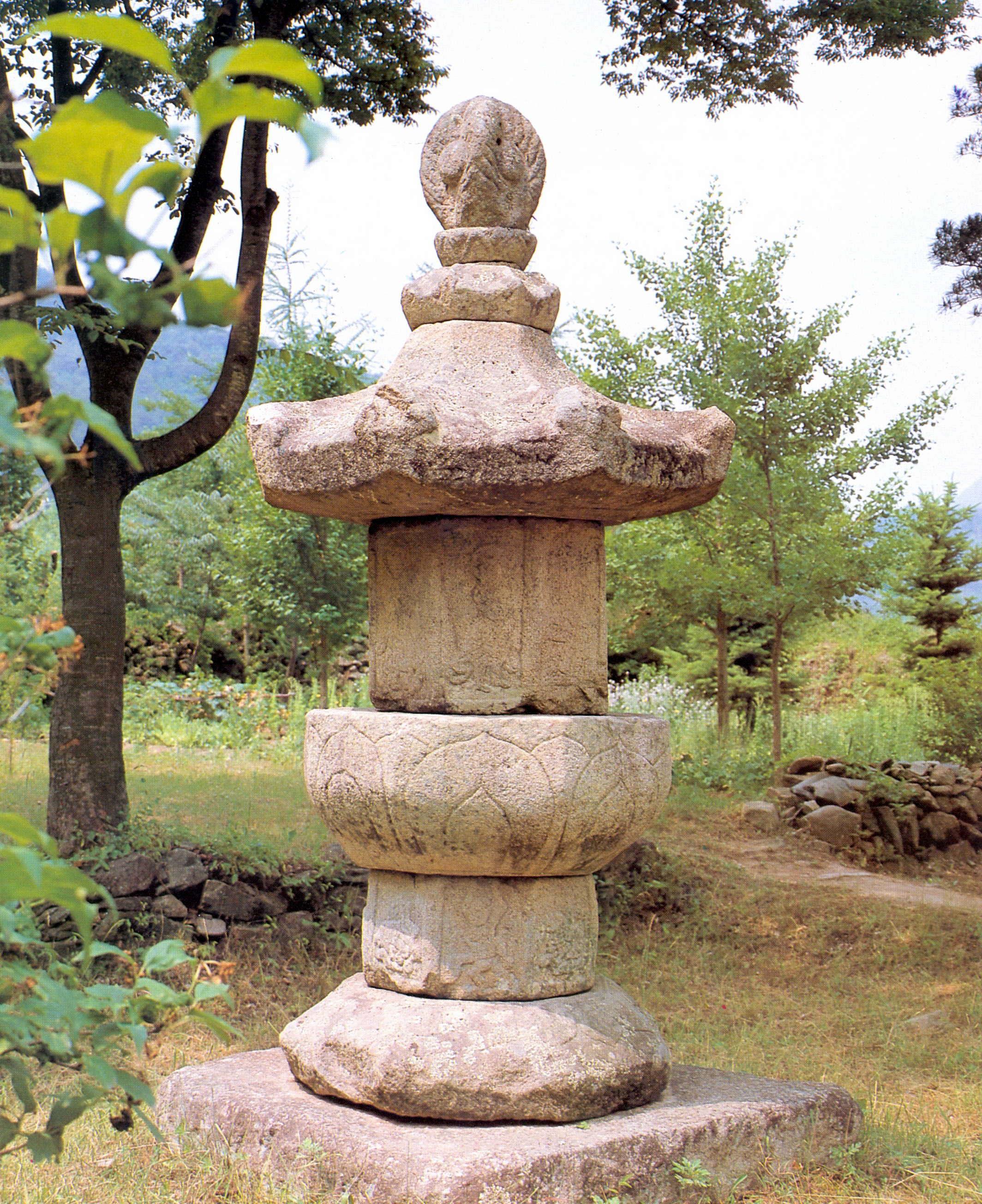
El tesoro nacional surcoreano N° 428, la pagoda en el templo Ingak que da explicación sobre las producciones de Iryeon.

Hasta el presente, Iryeon se considera un gran historiador gracias por su producción de 《Samguk Yusa》  y ochenta libros budistas pero solamente se ha encontrado uno de sus libros budistas. Sobre su producción, los detalles se escriben en la pagoda del templo Ingak en Gunwi-gun, Gyeongsang del Norte que es el tesoro nacional surcoreano N°428.